# C34H20
化学式C34H20（摩尔质量：428.534 g/mol）可能指：
- 5,12-双(苯乙炔基)并四苯，CAS号：18826-29-4
- 并八苯，PubChem CID：5460708